# Гурдон-Мюра
Гурдо́н-Мюра́ (фр. Gourdon-Murat, окс. Gordon e Murat) — коммуна во Франции, находится в регионе Лимузен. Департамент — Коррез. Входит в состав кантона Бюжа. Округ коммуны — Юссель.
Код INSEE коммуны — 19087.
Коммуна расположена приблизительно в 370 км к югу от Парижа, в 65 км юго-восточнее Лиможа, в 33 км к северу от Тюля.

## Население
Население коммуны на 2008 год составляло 120 человек.
| 1962 | 1968 | 1975 | 1982 | 1990 | 1999 | 2008 |
| ---- | ---- | ---- | ---- | ---- | ---- | ---- |
| 147  | 174  | 179  | 150  | 127  | 108  | 120  |

## Администрация
| Период | Период | Фамилия      | Партия                              | Примечания |
| ------ | ------ | ------------ | ----------------------------------- | ---------- |
| 1966   | 1996   | Жильбер Брет | Французская коммунистическая партия |            |
| 1996   | 2014   | Жак Жоффр    | Французская коммунистическая партия |            |

## Экономика
В 2007 году среди 58 человек в трудоспособном возрасте (15-64 лет) 41 были экономически активными, 17 — неактивными (показатель активности — 70,7 %, в 1999 году было 66,7 %). Из 41 активных работали 36 человек (22 мужчины и 14 женщин), безработных было 5 (4 мужчин и 1 женщина). Среди 17 неактивных 3 человека были учениками или студентами, 9 — пенсионерами, 5 были неактивными по другим причинам.